# Đặng Nguyên Giác
Đặng Nguyên Giác (Chữ Hán:鄧元覚) là một nhân vật hư cấu trong tác phẩm Thủy hử của Thi Nại Am, giữ chức nguyên soái dưới trướng Phương Lạp.

## Thân thế
Đặng Nguyên Giác quê ở Phúc Châu,Trung Quốc (Phúc Kiến ngày nay). Trong Hậu Thủy hử mô tả mình cao bảy thước, tay to, quen dùng thiền trượng nặng 50 cân, có sức khỏe lạ thường, vật nổi sư tử, bóp chết được hổ.

## Tử trận
Đặng Nguyên Giác thấy Thạch Bảo đầu như rút vào lộng không dám tiến đánh Tống Công Minh, chiếm Mục Châu, nên cùng Hạ Hầu Thành dẫn 5000 tinh binh xuống Ô Long vây lấy Tần Minh. Tần Minh dẫn quân chạy ra nhằm theo kế Hoa Vinh chọc tức Nguyên Giác, Giác thấy vậy tức giận vỗ ngựa đuổi theo. Hoa Vinh nấp ở trong bụi bắn tên ra, Giác bị tên trúng trán mà chết. Hạ Hầu Thành thấy vậy dẫn bại quân chạy tán loạn, quân Phương Lạp đại bại.